# Kremmergaarden
Kremmergaarden er et storcenter, der ligger ved Rådhuspladsen i Ålesund, Norge. Det blev oprindelig åbnet i 1980, og blev udvidet i 1998. I dag har det over 35 butikker.
Blandt butikkerne er en række store landsdækkende kæder som bl.a. Big Bite Submarines, Narvesen, Tilbords, og Vinmonopolet. Derudover findes flere lokale butikker.